# Pont des Martyrs du 15-Juillet
Pour les articles homonymes, voir pont du Bosphore.
Le pont du Bosphore (en turc Boğaziçi Köprüsü), aussi appelé premier pont du Bosphore, et depuis le 25 juillet 2016 pont des Martyrs du 15-Juillet (en turc 15. Temmuz Şehitler Köprüsü), est l'un des trois ponts suspendus d'Istanbul, en Turquie. 
Lors de son ouverture en 1973, le pont du Bosphore était le 4e plus long pont suspendu au monde, et le plus long à l'extérieur des États-Unis (seuls le pont Verrazano-Narrows, le pont du Golden Gate et le pont Mackinac avaient une longueur plus grande en 1973),. Le pont du Bosphore est resté le plus long pont suspendu en Europe jusqu'à l'ouverture du pont du Humber en 1981, et le plus long pont suspendu en Asie jusqu'à l'ouverture du pont Fatih Sultan Mehmet (deuxième pont sur le Bosphore) en 1988 (lui-même dépassé un an plus tard par le pont de Minami Bisan-Seto en 1989). Actuellement, le pont du Bosphore est le 25e plus long pont suspendu au monde.

## Situation
Permettant de relier depuis 1973 les rives européenne et asiatique du détroit du Bosphore, il est situé entre les quartiers d'Ortaköy (sur la partie européenne) et de Beylerbeyi (sur la partie asiatique).
Premier pont enjambant le Bosphore, il a depuis été rejoint par le pont Fatih Sultan Mehmet (également appelé « deuxième pont du Bosphore », et construit en 1988). Un troisième pont, le Yavuz Sultan Selim, a été inauguré le 26 août 2016. Une voie ferrée empruntant un tunnel immergé, le Marmaray, permet également de traverser le détroit depuis 2013.

## Caractéristiques
Il s'agit d'un pont à travée suspendue unique, soutenu par des pylônes en acier et doté de suspentes diagonales. Long de 1 560 mètres, il a une portée de 1 074 mètres entre ses deux pylônes (à pleine charge, le pont s'affaisse environ 90 cm au milieu de la travée), et la largeur du tablier est de 39 mètres. Les pylônes ont une hauteur de 165 mètres et la hauteur libre sous l'ouvrage est de 64 mètres.

## Histoire
La décision de construire un pont sur le Bosphore a été prise en 1957 par le Premier ministre Adnan Menderes. Pour le travail de l'ingénierie des structures, un contrat a été signé avec l'entreprise britannique Freeman Fox & Partners en 1968. L'ouvrage a été conçu par les ingénieurs civils britanniques Gilbert Roberts et William Brown (en), qui ont également conçu le pont du Humber, le pont sur la Severn, le pont sur le Forth, le Auckland Harbour Bridge et le Volta River Bridge. 
La construction a débuté en février 1970, et les cérémonies de lancement des travaux ont été suivies par le président Cevdet Sunay et le Premier ministre Süleyman Demirel. Ce projet, réalisé par la firme turque Enka Construction & Industry Co. Inc. ainsi que par les cocontractants Cleveland Bridge & Engineering Co. Ltd. (Angleterre) et Hochtief AG (Allemagne), a réuni 35 ingénieurs et 400 ouvriers. Le pont, dont le coût de construction s'est élevé à 200 millions de dollars, a été achevé le 30 octobre 1973, un jour après le 50e anniversaire de la fondation de la république de Turquie, et il a été ouvert par le président Fahri Korutürk et le Premier ministre Naim Talu.
Lors de cette ouverture, le comédien américain et ambassadeur de bonne volonté de l'UNICEF Danny Kaye, vêtu comme un clown, a suivi les officiels avec un groupe d'enfants turcs. Lorsqu'une grande foule de personnes a commencé à courir après eux, le pont s'est mis à vibrer, et la foule a dû se retirer pour éviter tout dommage[réf. souhaitée]. L'ouverture de cet ouvrage à la circulation marque une étape importante dans l'histoire des transports, puisqu'il s'agit du premier pont jeté entre l'Europe et d'Asie depuis le ponton de Xerxès en 480 av. J.-C. Ce pont flottant décrit par Hérodote, cependant, couvrait l'Hellespont (Dardanelles), à une certaine distance du Bosphore.
Le 25 juillet 2016, le Premier ministre Binali Yıldırım annonce que le pont est rebaptisé « pont des Martyrs du 15-Juillet », en hommage aux victimes de la tentative de coup d'État de la nuit du 15 au 16 juillet précédents.

## Transport

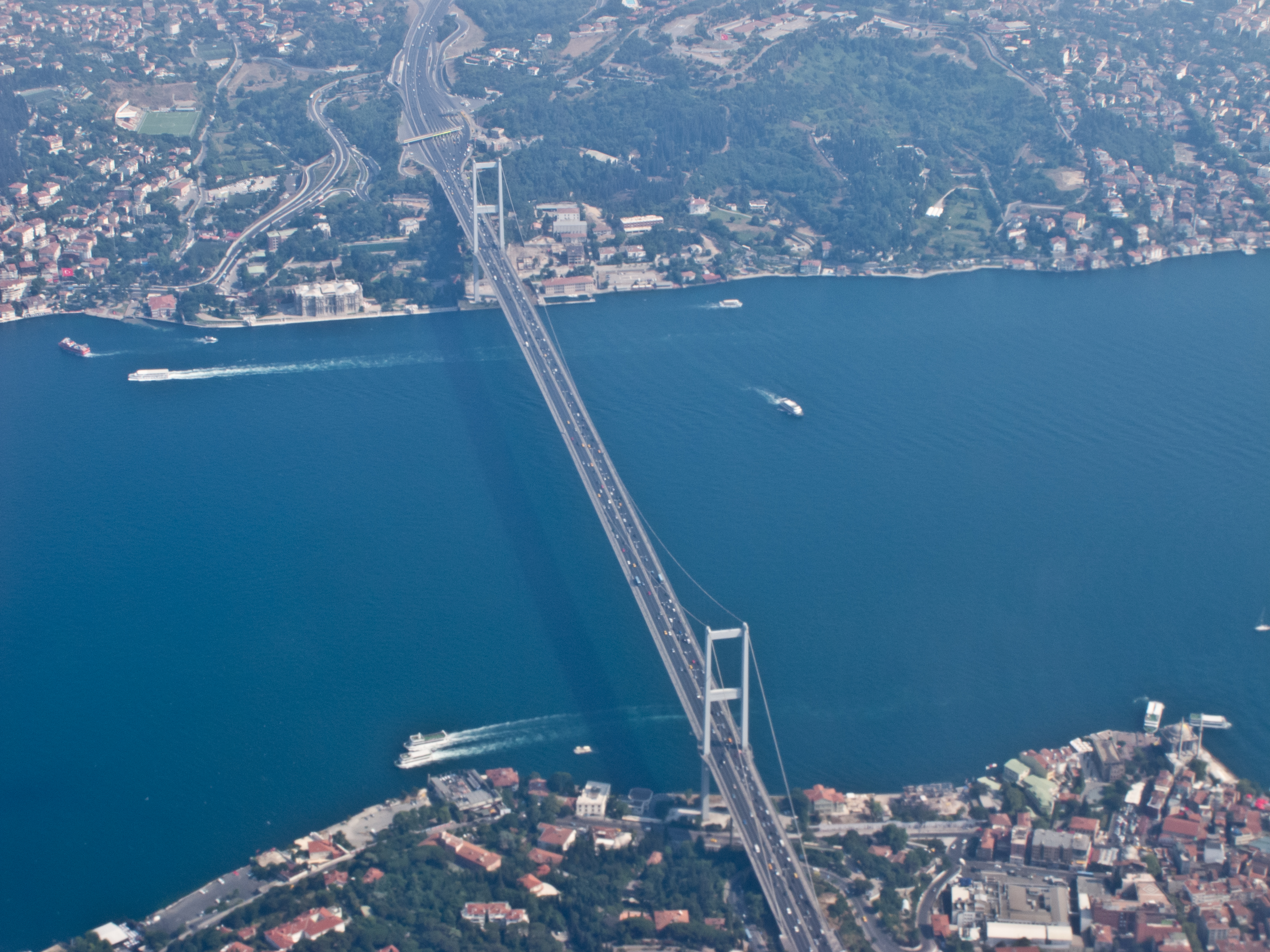
Vue aérienne du pont du Bosphore.

Le pont possède huit voies, chaque direction disposant en principe de trois voies pour la circulation des véhicules ainsi qu'une bande d'arrêt d'urgence et un trottoir. Le matin des jours de semaine, une voie supplémentaire est affectée à la circulation vers l'ouest (partie européenne), donc quatre des six voies sont ouvertes vers l'ouest et deux vers l'est seulement. De façon identique, le soir en semaine, quatre voies sont dédiées à la circulation vers l'est et deux voies seulement vers l'ouest. Le trafic est important entre les deux rives du détroit, et le 29 décembre 1997, le milliardième véhicule a franchi le pont. 
Au cours des quatre premières années d'exploitation, les piétons pouvaient emprunter le pont, en accédant aux trottoirs grâce à deux ascenseurs à l'intérieur des pylônes. La circulation est actuellement[Depuis quand ?] réservée aux véhicules de transport de personnes. Aujourd'hui[Quand ?], près de 180 000 véhicules passent chaque jour dans les deux directions, dont près de 85 % d'automobiles. 
Le pont du Bosphore est payant, mais dans un seul sens de circulation, pour le passage de l'Europe à l'Asie. Les cabines de péage, au nombre de treize, sont situées à la sortie du pont sur la partie asiatique. Pour fluidifier le trafic, cinq de ces cabines sont équipées d'un système de télépéage (OGS, Otomatik Geçiş Sistemi) depuis le 3 avril 1999, sur les voies 9 à 13, du côté gauche de la chaussée. En 2005, un système de paiement par cartes magnétiques prépayées (KGS, Kartli Geçiş Sistemi) est mis en place. À compter du 3 avril 2006, les autres modes de paiement ne sont plus autorisés, et les espèces sont acceptées uniquement sur le pont Fatih Sultan Mehmet, à environ cinq kilomètres au nord. En 2006, le péage était de 3,00 YTL, soit environ 2,00 $.
Depuis avril 2007, le pont est illuminé pendant la nuit par un système d'éclairage entièrement informatisé composé de diodes électroluminescentes. Ce système proposant des motifs différents et permettant de faire varier les couleurs a été développé par Philips.

## Autres usages

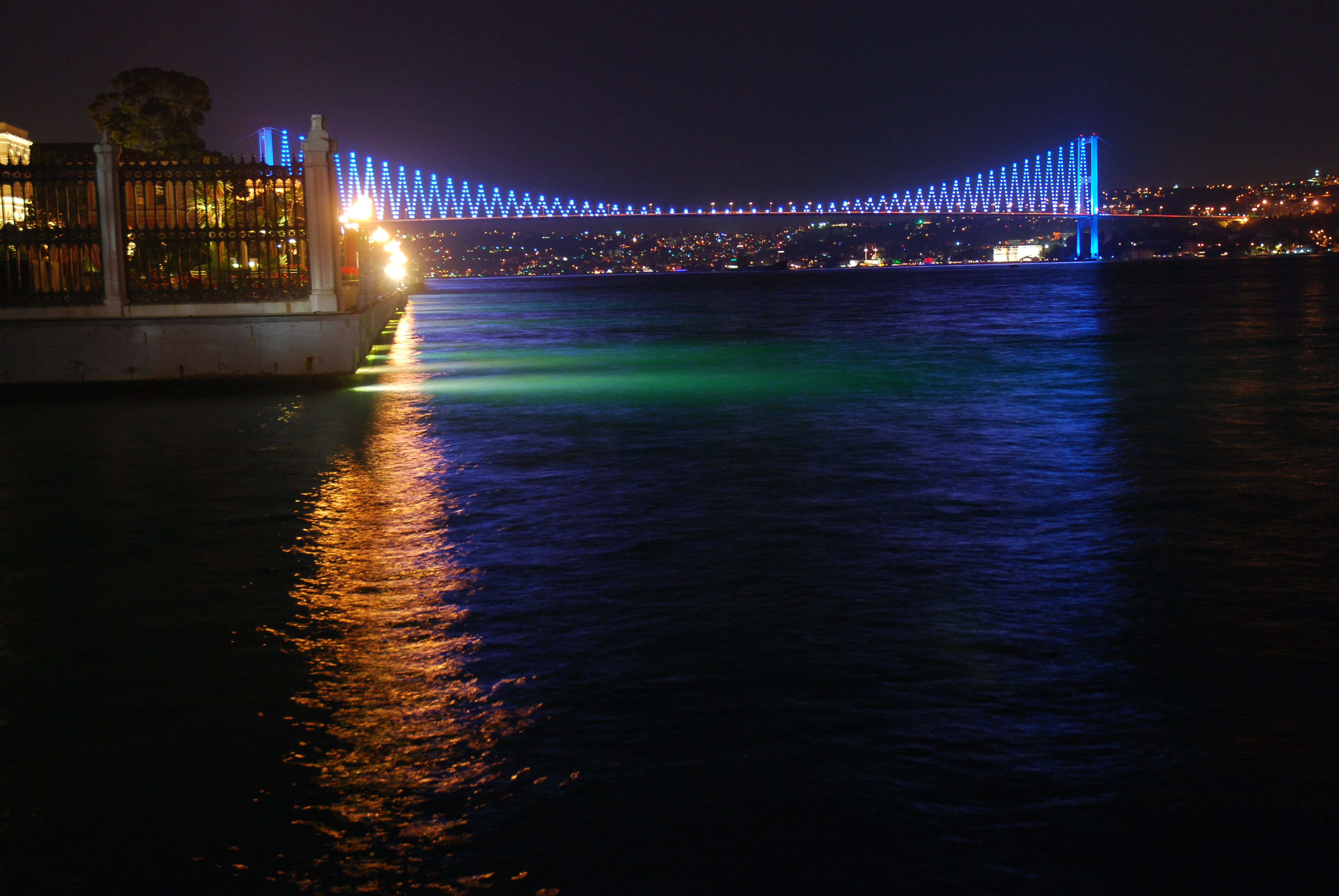
Depuis avril 2007, un système d'éclairage à DEL entièrement informatisé, développé par Philips, illumine le pont la nuit.

Le pont est utilisé lors du marathon d'Istanbul, qui est organisé chaque année en octobre à partir de la partie asiatique d'Istanbul, traverse le pont sur le Bosphore et se termine dans la partie européenne. Lors de cette manifestation, les visiteurs d'Istanbul peuvent s'inscrire pour le « Fun Run » en de nombreux points de la ville et profiter de l'occasion pour franchir le pont à pied - beaucoup d'entre eux prenant un pique-nique pour profiter de la vue[réf. nécessaire].
Le pont a été représenté sur le verso du billet de 1000 livres turc entre 1978 et 1986,,.
Le 15 mai 2005 à 7 h, heure locale, le pont a accueilli une rencontre sportive entre la championne américaine Venus Williams et la joueuse turque İpek Şenoğlu, cet événement devenant le premier match de tennis jamais joué sur deux continents. La manifestation a été organisée comme une promotion à venir de l'édition 2005 du WTA Istanbul Cup et a duré cinq minutes. Après leurs échanges, les joueuses ont jeté une balle de tennis dans le Bosphore.
Le 17 juillet 2005 à 10 h 30, heure locale, le conducteur anglais de Formule 1 David Coulthard a fait une séance de pilotage au volant de sa voiture de course Red Bull sur le pont du Bosphore. Il s'est élancé de la partie européenne vers la partie asiatique, a réalisé un tête-à-queue spectaculaire à l'aire de péage pour retourner du côté européen, avant de garer sa voiture dans le jardin du palais de Dolmabahçe, où sa démonstration avait commencé,
.